# 애비 클랜시
애비 클랜시(Abbey Clancy, 1986년 1월 10일 ~ )는 잉글랜드의 모델이다.